# クジラックス
クジラックス（quzilax、1985年12月9日 - ）は、日本の漫画家、同人作家。栃木県出身。宇都宮大学教育学部（美術教育専攻）卒業。『COMIC RIN』2008年10月号の『まなでし!』でデビュー。主に男性向けの架空の少女を題材にした成人向け漫画を描いており、『COMIC LO』にて作品を発表している。また、主宰している同人サークルの名称でもある。

## 来歴
大学では漫画研究会に所属し、会誌や個人誌にて作品を発表。3年生時は会長を務めていた。この時に使用された名義として、いかがわしんご、いかがわ、イカ川シャープがある。大学卒業直前に、『週刊ヤングサンデー』の新人賞にて『お守りはカッター。』（烏賊川ホゑル名義）で佳作を受賞。デビューを目指して栃木県から上京し、担当のつてでアシスタント先を紹介してもらうも、2008年8月に同誌が休刊してしまう。

### COMIC LOでデビュー
この煽りでアシスタント業務が延期になり、空いた時間で制作した成年向け漫画『まなでし!』を『COMIC LO』に持ちかけたのがきっかけとなり、『COMIC RIN』2008年10月号にて代原として使用され、商業誌デビューとなった。その後は『COMIC LO』で新作の読み切りや、『ビタマン』(竹書房)での読者コーナーカットを手がけながら、週3回のアシスタント業務をこなす。2012年2月、アシスタント先を卒業した。
2012年11月22日、最初の単行本『ろりとぼくらの。』が発売された。収録作の『ろりともだち』は単行本発売前から評論家の東浩紀によって批評されており、同じく「20歳なんですけど！ ふくしの…大学？ に通ってるんですけど！」のコマで知られている『らぶいずぶらいんど』も収録されている。。
2013年9月14日、『COMIC LO』に掲載された『凛としてしゃぶれ』をもって商業誌での活動の休止を宣言した。編集と不仲になったなどの理由ではなく、プレッシャーによって「絵を書くことが辛い」という精神的に不安定な状態に陥ってしまい、丁寧に描くことができなくなったためとしている。

### 同人活動へ移行
2013年10月、最初の成年向け同人誌『がいがぁかうんたぁ』を発行。これは何とか漫画人生を立て直せないかというリハビリを兼ねて制作していた漫画となっている。また2013年12月には2冊目の同人誌『がいがぁかうんたぁ2』を発行した。
2014年4月、イラストの仕事としてTVアニメ『ブラック・ブレット』の第2話エンドカードが放映された。当初、なぜ依頼が来たのか分からず困惑していたが、「10歳以下の女の子がたくさん活躍する（そして虐げられる）というストーリー」から得心がいったという。また、5月にはTVアニメ「ご注文はうさぎですか?」の第4羽放送後応援イラストが掲載された。
2015年6月27日、『ろりともだち』の流れを汲む3冊目の同人誌『わんぴいす』を発行。同人誌だが、委託されている一部の書店では特集コーナーが組まれ、専用の店頭用POP広告が作成されたりしている。

### 商業活動の再開
2015年11月21日、『COMIC LO 2016年1月号』にて動画投稿サイトで歌い手として有名になった主人公が各地のファンの少女と性交を重ねていく『歌い手のバラッド』の不定期連載が開始した。商業誌への掲載は『凛としてしゃぶれ』以来、2年2か月ぶりとなる。
2015年12月、初単行本である『ろりとぼくらの。』の発行部数が10万部を達成した。

## 模倣事件の発生
2017年6月、同年4月11日・同年5月29日・同年6月12日と強制わいせつおよび住居侵入の疑いによって逮捕、再逮捕された犯人が、同人誌『がいがぁかうんたぁ』の手口を模倣したとの供述したため、模倣されないための配慮や注意喚起を行うようにと警察から要請があった。犯罪に模倣されたからと著者へ申し入れするのは異例のことである。
本件は要請によって「少女が性的被害に遭うような漫画は今後描かない」と報道されたため、「表現の自由を制限するものでは？」と警戒する声が上がった。
この件に対しクジラックスは、自分の描きたいものの興味が変遷しているため、『がいがぁかうんたぁ』と類似したものは描かないかもしれないと思っていたところに犯罪者が手口を真似たという報告を受けたので、もう『がいがぁかうんたぁ』のような作品を描く気にはならないだろう、という内容であったと説明した。このことから要請によって「表現の自由が脅かされた」とか「警察の圧力に屈した」とか「前例ができた」という話にはしないでほしいと思っているという。
また、表現規制になるのではないかと懸念していた自民党所属の小野田紀美参議院議員が埼玉県警へ本件の担当者に問い合わせて確認したところ、同様の漫画を描かないことを要請したのではなく、作品に対し、フィクションであり、作中の行為を模倣した場合は犯罪になること、著者は一切の責任を負わないことを表記した方が、犯人の供述で巻き込まれないようにするための自衛になる、という提案をしたとのことだった。
また、本事件の発生を受けて作品内容の模倣が行われないよう、内容を修正した上で再版を行う予定である旨が告知されている。

## 人物
名の由来は特にはなく、ただの響きで自らのホームページに付け、個人サークルで使用するとしていたもの。
小学校および中学校の教育職員免許状を取得している。
稀見理都によるインタビューによると、ロリ物を描くことになった理由としては、曲線を描くのが苦手で巨乳やお尻を描ける気がしなかったことや、道満晴明の描くカクカクしたラインが好きだったため巨乳漫画に惹かれなかったこと、上京してまもなく女子高生の集団に盗撮疑惑をかけられたのがトラウマになったことなどが挙げられている。
2013年2月28日 、病院での検査の結果にて「脂肪肝」「脂質異常症」「高血糖症」などが判明し、原稿を中断して投薬治療およびダイエットを行った。5月25日の再検査の結果では前述の症状が全て解消されたとの報告があり、重症化はしなかった。
2015年7月時点では締め切りのことや、人が多く自らに責任が伴う行事について考えると、動悸が激しくなってしまい身動きがとれなくなってしまう状態になっており、同人誌即売会などでの活動はしばらく見送るとしている。また、トラウマとなっていた「女子高生」については「当時住んでた埼玉の女子高生」が怖かったのであり、現在は気にしていないと述べている。「わんぴいす」を出したあと、躁のような状態に陥り、周囲に迷惑をかけ始めたため病院へ行くようになっている。

## 評価
- 評論家の東浩紀は『ろりともだち』を「優れた作品」「一種のロードムービー」と評価し、また、少女強姦を共同して行う二人の男性の関係を同性愛的でもあると評した[10]。一方でクジラックス自身は二人の関係を、もしも捕まって取り調べでも受けたならば友情ではなくただの「共犯意識によるモラルの欠如」などと突きつけられるだけだろうと語っている[46]。本作は東に取り上げられたことから注目度が高まり、記事で著者に触れられた際には「東浩紀が絶賛するほどのロリマンガの描き手」という肩書がついた[47]。
- 漫画家の花沢健吾は、2012年の注目している漫画として『ろりともだち』を挙げ、吉本浩二の『ブラック・ジャック創作秘話〜手塚治虫の仕事場から〜』と共に「両作品は今年一番魂を揺さぶられました」と語っている[48]。
- フリーのアニメライターであり、イラストレーターでもある有村悠は『ろりともだち』について「明日無き逃避行という手垢のついたネタを小学生レイプに絡めて描いた点は新しい」と評した[49][50]。
- 2ちゃんねるで毎年行われているエロ漫画大賞2012では、『ろりとぼくらの。』が2位を獲得している[51]。また、同単行本はとらのあなのアダルト商業誌ランキングで2012年度は2位[52]、2013年度は24位[53]となった。その他、DMM.comでは同単行本の電子書籍版が2013年の年間ランキングの電子コミックランキングにて2位を獲得している[54]。また、2014年度の同ランキングにて15位となっている[55]。
- 同人誌『わんぴいす』が「とらのあな通信販売」にて2015年の18禁同人誌年間ランキングにて9位を獲得した[56]。

## 作品

### 単行本
1. ろりとぼくらの。（茜新社、2012年（電子書籍版、2013年））ISBN 978-4-86349-331-5 [注 5]
  - がんばれ便所飯くん（COMIC LO、2009年12月号）
高校二年の斎藤は便所飯のためにトイレの個室に隠れると、突然９歳の少女が現れて話しかけられる。斎藤は少女に慰められ、トイレの個室で少女と体を重ねる。成人向け漫画。 クジラックスのブログによるとクジラックス自身も便所飯の経験者であり、バイト先の社員食堂が満席のため何度か仕方なく便所飯をしたことがある。
  - さよなら姦田先生（COMIC LO、2009年4月号）
  - JSえっち講座 女児ルーム編（COMIC LO、2012年2月号）
  - ろりともだち（COMIC LO、2011年8月号）
大学生の男性二人が日本各地を車でまわり、通りすがりの少女たち11人を拉致しては強姦して捨てる、という旅の姿を描いた小児性愛モノ[注 6]。実際に小児性愛の傾向を持つ作者自身の苦悩を経て、「今僕らが欲するのは、行き場のない思いを吐露できる、同類の友達なのでは」と考えた末に、「くずロリコンの友情？モノ」というアイディアが膨らんで生まれた作品だという[46]。今作は「合意を得ずに、乱暴に、少女側は苦痛しか与えられない」ものとして描かれ、痛々しく鬱々とした内容となっており、そのような作風は、同様に少女との性交を背徳的に描写することの多い町田ひらくからの影響もあるという[46]。少女が一人の人間として愛でられるのではなく性のはけ口として使い捨てられるストーリーの中で、共犯の男二人のある種の絆は強調されている[10]。
物語は大学のサークルで出禁となった山崎と、サークルには入らなかった赤井が出会うところから始まる。山崎は裕福な家に育ちながら放任されており小学生に性的嗜好を持つ小児性愛者で、インターネット上で違法な児童ポルノを収集していた。真面目な性格であった赤井も山崎から児童ポルノのデータをもらうことで小児性愛の自覚が芽生え、デパートで携帯電話のカメラで小学生の少女のスカート内を盗撮を行うまでになる。その後、山崎と赤井は本屋で立ち読みしている少女の背中の服に性液を付けたり、下校中の少女にわいせつな言葉をかけるようになる。そして大学4年生の夏、学業にも身の入らないままとなった2人は死ぬ前に少女とレイプする旅に出る。下校中の小学4年生の高山りおん、夏のプールに遊びに来た服の下にスクール水着を着た小学5年生の川島千秋、ホームセンターの駐車場で歩いていたところを誘拐された小学4年生の梨帆、おさげをした9歳の萌美、彼氏と浴衣で花火大会に来ていたところを誘拐されてお酒を飲まされて泥酔状態でレイプされた小学6年生の美咲らが登場する。犯行の果てに山崎と赤井は車の中で練炭を炊き、手を繋いで話しながら息を引き取っていく。
  - 学祭ぬけて（COMIC LO、2010年11月号）
  - 学祭ぬけて番外編 ニコニコ♪ゆなちゃん（COMIC LO、2013年1月号）
  - ロリ裁判と賢者の石（COMIC LO、2012年9月号）
  - まなでし!（COMIC RIN、2008年10月号）
  - ろりともだち番外編 夏休みの少女達（描き下ろし） - 『ろりともだち』に登場した少女たちが被害に合う前の様子が描かれた番外編。
  - らぶいずぶらいんど

- わんぴいす 完全版
- 歌い手のバラッド　全2巻（茜新社、2025年）

### 単行本未収録
- 凛としてしゃぶれ （COMIC LO、2013年11月号）

### その他
- ヤンデレオンリーイベント「病み鍋PARTY3」カタログ表紙（2008年）[9]
- 『ビタマン』（竹書房） 読者コーナー「ビタミンパーティ！」タイトルイラストカット（2009年1月号 - 2009年12月号）[9]
- とらのあな 茜新社フェア ICカードステッカー用イラスト（2013年）[9]
- ブラック・ブレット（第2話 エンドカード、2014年）[15][16][9]
- ご注文はうさぎですか?（第4羽放送後応援イラスト、2014年）[15][17][18][9]
- 挫・人間 Tシャツイラスト（Vo.下川リオをモデルに妹化、2016年、成人向け）[58]
- 成人向け同人ゲーム『じゅぎょうさんかん』原画（山本凛音　担当）（2016年4月）[9][59]